# ماتياس شولتز
ماتياس شولتز (بالإسبانية: Matías Schulz) مواليد 12 فبراير 1982 في بوينس آيرس، هو لاعب كرة يد أرجنتيني يلعب كحارس مرمى. مثل منتخب الأرجنتين لكرة اليد. شارك في دورة الألعاب الأولمبية الصيفية سنة 2012. حقق المركز الأول في دورة الألعاب الأمريكية 2011.

## المسيرة الاحترافية
لعب مع نادي أنايتاسونا في الدوري الإسباني في موسم 2008–2009، ثم لعب مع نادي أنايتاسونا من سنة 2011 إلى 2013، ثم لعب مع نادي جرانوليريس لكرة اليد في الدوري الإسباني في موسم 2013–2014، ثم لعب مع نادي نانت لكرة اليد في الدوري الفرنسي من سنة 2014 إلى 2016.

## سجل المنافسة
شارك في البطولات التالية:
- بطولة العالم لكرة اليد للرجال 2015
- الألعاب الأولمبية الصيفية 2012
- الألعاب الأولمبية الصيفية 2016

## الميداليات
| الميدالية | المسابقة                    |
| --------- | --------------------------- |
| ذهبية     | دورة الألعاب الأمريكية 2011 |
| فضية      | دورة الألعاب الأمريكية 2007 |
| فضية      | دورة الألعاب الأمريكية 2015 |

## روابط خارجية
- ماتياس شولتز على موقع الاتحاد الأوروبي لكرة اليد (الإنجليزية)
- ماتياس شولتز على موقع أوليمبيديا (الإنجليزية)
- ماتياس شولتز على موقع اللجنة الأولمبية الأرجنتينية (الإسبانية)